# Bharagonalia padangensis
Bharagonalia padangensis är en insektsart som beskrevs av Young 1986. Bharagonalia padangensis ingår i släktet Bharagonalia och familjen dvärgstritar. Inga underarter finns listade i Catalogue of Life.